# 石川九楊
石川 九楊（いしかわ きゅうよう、男性、1945年〈昭和20年〉1月13日 - ）は、昭和・平成時代の日本の書家・書道史家。京都精華大学客員教授。同大学表現研究機構文字文明研究所所長。
福井県今立郡粟田部町（1956年以降は同郡今立町。現在の越前市粟田部町）出身。京都大学法学部卒業。

## 略歴
5歳で木村蒼岳塾に学ぶ。8歳で杉本長雲に入門。中学で垣内楊石に師事。福井県立藤島高等学校では、選択科目で書道を第一志望とした。1963年、弁護士を目指して京都大学法学部に入学したが、弁護士は諦める。進学に際して、師の垣内楊石から九頭竜川にちなんだ「九楊」の名を授かる。京都大学では書道部に入部し、新入生歓迎書道展では自作が展示された。自作詩、戦後詩を書く。4年生で、書道研究誌『由蘖』を創刊。1967年、同大学を卒業、京都市東山区の三洋化成工業株式会社に入社（広報宣伝係）。美耶子と結婚。1978年、会社を退職して書家として独立する。普通の勤め人の2倍働く覚悟だけで退社したという。1979年、京都市中京区に「石川九楊研究室」を設立。戦後5年で書道塾は成立していた、何とか食べてゆけるくらいの需要はあろうという見込みだけで、1985年、美耶子は東京神田神保町に画廊を設立、生活の支えとなる。

## 石川九楊の書論
石川は、手に持った筆記具が紙に触れ、痕跡を残して離れるまでに起こる様々な出来事を「筆蝕」と名付け、この筆蝕こそが書く行為の本質であり、筆蝕によって言葉が生み出されると考えた。この筆蝕論を基盤にして、文字論、言語論、表現論など幅広い評論を展開した。
明治期に西洋文化が日本に流入する中で、書道もその影響を受けて西洋の造形芸術論的な立場から理解されるようになった。石川はこのような西洋的な視点からの書論を批判し、書の言語表現としての側面を重視した独自の書論を展開している。石川によれば、世界最高の書は蘇軾の『黄州寒食詩巻』であり「書の中の書」であるという。
『芸術新潮』2001年5月号「新省庁「看板」文字探報記」で、2001年の省庁再編により発足した霞ヶ関省庁の看板文字を論評（酷評）した。

## 受賞等
- 1990年 - 『書の終焉』でサントリー学芸賞[6]
- 2000年 - 京都府文化賞功労賞
- 2002年 - 日本文化デザイン賞、『日本書史』で毎日出版文化賞[6]
- 2003年 - 京都新聞大賞文化学術賞
- 2009年 - 『近代書史』で大佛次郎賞[6]
- 2015年 - 日本タイポグラフィ協会佐藤敬之輔賞
- 2021年 - 京都市文化功労者

## 著書・作品集
- 『氷焔 状況記号 石川九楊作品選集』原色社 1974年
- 『書の風景』筑摩書房 1983年
- 『書の交響』筑摩書房 1986年。新編『現代作家100人の字』新潮文庫 1998年
- 『石川九楊作品集「しかし」』思文閣出版 1987年
- 『近代書のあゆみ』同朋舎出版 日本書学大系 研究篇 1989年
- 『歎異抄-その二十の形象喩』京都書院 1989年
- 『書の終焉 近代書史論』同朋舎出版 1990年
- 『文字の現在 書の現在 その起源を読み解く』芸術新聞社 1990年。中公文庫BIBLIO（増補版）2006年
- 『筆蝕の構造 書くことの現象学』筑摩書房 1992年。ちくま学芸文庫 2003年
- 『書と文字は面白い』新潮社 1993年。新潮文庫 1999年
- 『書とはどういう芸術か 筆蝕の美学』中公新書 1994年
- 『書字ノススメ』新潮社 1995年。新潮文庫 2000年
- 『中国書史』京都大学学術出版会 1996年
- 『逆耳の言 日本とはどういう国か』TBSブリタニカ 1998年
- 『二重言語国家・日本』日本放送出版協会〈NHKブックス〉1999年。中公文庫 2011年
- 『書に通ず』新潮選書 1999年
- 『誰も文字など書いてはいない 人は何を書いているのか歴史は何を書いてきたのか』二玄社 2001年
- 『日本書史』名古屋大学出版会 2001年
- 『一日一書』全3巻 二玄社 2002-2004年／新編『選りぬき一日一書』新潮文庫 2010年
- 『「書く」ということ』文春新書 2002年
- 『「書」で解く日本文化』毎日新聞社 2004年。『書と日本人』新潮文庫 2007年
- 『日本語の手ざわり』新潮新書 2005年 ISBN 9784106035487
- 『書 筆蝕の宇宙を読み解く』中央公論新社 2005年。中公文庫 2016年
- 『縦に書け! 横書きが日本人を壊している』祥伝社 2005年。祥伝社新書 2013年
- 『「二重言語国家・日本」の歴史』青灯社 2005年
- 『失われた書を求めて』岩波書店〈双書時代のカルテ〉2006年 ISBN 400-0280856
- 『日本語とはどういう言語か』中央公論新社 2006年。講談社学術文庫 2015年
- 『石川九楊の書道入門 石川メソッドで30日基本完全マスター』芸術新聞社 2007年
- 『漢字がつくった東アジア』筑摩書房 2007年。「漢字とアジア」ちくま文庫 2018年
- 『ひらがなの美学 とんぼの本』新潮社 2007年。図版本
- 『石川九楊源氏物語書巻五十五帖』求龍堂 2008年
- 『漢字の文明仮名の文化 文字からみた東アジア』農山漁村文化協会 図説・中国文化百華 2008年
- 『書く－言葉・文字・書』中公新書 2009年
- 『近代書史』名古屋大学出版会 2009年
- 『石川九楊の行書入門 石川メソッドで30日基本完全マスター』芸術新聞社 2010年
- 『石川九楊の臨書入門 石川メソッドで臨書の実際を学ぶ』芸術新聞社 書道入門シリーズ 2011年
- 『説き語り 日本書史』新潮選書 2011年 ISBN 9784106036941
- 『万葉仮名でよむ『万葉集』』岩波書店 2011年
- 『説き語り 中国書史』新潮選書2012年 ISBN 9784106037085
- 『名僧の書－歴史をつくった50人』淡交社 2012年
- 『文字の日本－「無声の思考」の封印を解く』ちくま新書 2013年
- 『書のスタイル 文のスタイル』筑摩選書 2013年、ISBN 9784480015877
- 『九楊先生の文字学入門』左右社 2014年
- 『〈花〉の構造 日本文化の基層』ミネルヴァ書房〈ミネルヴァ現代叢書〉2016年
- 『日本論－文字と言葉がつくった国』講談社選書メチエ 2017年 ISBN 9784062586566
- 『石川九楊著作集』（全12巻）ミネルヴァ書房 2016年-2018年

1 見失った手 狀況論
2 日本の文字 文字論
3 日本語とはどういう言語か 言語論
4 二重言語国家・日本 国家論
5 漢字がつくった東アジア 東アジア論
6 書とはどういう芸術か 書論
7 筆触の構造 書字論
8 書の風景 作品論
9 書の宇宙 書史論
別巻1 完本・一日一書
別巻2 中国書史
別巻3 遠望の地平 未収録論考
- 『石川九楊のほんとうに書がわかる九つの法則 書通九則 書ほど楽しいものはない』芸術新聞社, 2019.7
- 『石川九楊自伝図録 わが書を語る』左右社, 2019.8
- 『河東碧梧桐 表現の永続革命』文藝春秋, 2019.9／文春学藝ライブラリー, 2023.12

## メディア出演
- 趣味どきっ!「石川九楊の臨書入門」（2015年10月 - 11月（全8回）、NHK Eテレ）